# Rødning
Rødning er en del af forarbejdningen af hør, hamp og andre planter. Man rødner planten på marken ved at lade afgrøden ligge på marken og delvis forrådne. Fugt og mikroorganismer udfører arbejdet. Processen skal stoppes inden fibrene ødelægges.